# باتريك مور
السير باتريك مور (4 مارس / آذار 1923 - 9 ديسمبر/ كانون الأول 2012)، فلكي إنكليزي.
اشتهر بتقديمه لبرنامج «السماء ليلا» (بالإنجليزية: The Sky at Night)‏ على البي بي سي لمدة 50 سنة، وهو ما يجعله أطول برنامج في قناة تلفزيونية واحدة على الإطلاق.

## روابط خارجية
- باتريك مور على موقع IMDb (الإنجليزية)
- باتريك مور على موقع ميوزك برينز (الإنجليزية)
- باتريك مور على موقع إن إن دي بي (الإنجليزية)
- باتريك مور على موقع ديسكوغز (الإنجليزية)
- باتريك مور على موقع قاعدة بيانات الفيلم (الإنجليزية)